# NCIS: Hidden Crimes
NCIS : Hidden Crimes est un jeu vidéo d'objets cachés sorti en 2016 sur iOS et Android. Le jeu a été développé Ubisoft Abu Dhabi et édité par Ubisoft en collaboration avec CBS Interactive. Il reprend l'univers et l'ambiance de la série télévisée américaine NCIS : Enquêtes spéciales.

## Système de jeu
Le système de jeu s'inspire de celui du jeu Les Experts : Hidden Crimes.
Le joueur incarne une personne qu'il a créée et enquête avec différents membres de l'unité NCIS telle que Gibbs et Abby. On doit résoudre diverses enquêtes réparties dans divers épisodes du jeu. Pour cela, le joueur doit d'abord chercher des indices ou des objets sur la scène du crime en essayant d'obtenir le meilleur score possible afin de gagner des étoiles ainsi que de l'argent. Ces étoiles permettront d'examiner des indices ou d'interroger des suspects. L'argent, gagné grâce aux enquêtes, permettra au joueur d'acheter des accessoires pour son avatar ou encore des aides pour la recherche des indices. On peut également analyser le cadavre des victimes afin d'en apprendre plus sur le meurtrier. Ces éléments permettront de découvrir qui est le tueur et de pouvoir l'arrêter et le mettre derrière les barreaux. Les crimes sont répartis en épisodes qui sont divisés en chapitres.
Divers modes de jeu existent tels que le mode de jeu classique où il faut chercher les objets présents sur une image, celui où il faut reconstituer l'image le plus rapidement possible et 3 autres variantes pour un total de 5 modes de jeu différents.
NCIS : Hidden Crimes propose une variété d'énigmes et de mini-jeux liés aux indices trouvés au cours de chaque mission et met en scène les héros de la série télévisée. Le jeu est proposé gratuitement sur iPhone, Ipad et Android avec un système basé sur des points d’énergie à quantité limitée et la présence de micro-transactions.

## Accueil
- Gamezebo : 3/5[2]